# Norman Schwarzkopf
Herbert (H.) Norman Schwarzkopf Jr., känd som Norman Schwarzkopf, född 22 augusti 1934 i Trenton, New Jersey, död 27 december 2012 i Tampa, Florida, var en amerikansk general i USA:s armé. 
Schwarzkopf ledde invasionen av Grenada 1983 och var befälhavare inte bara över USA:s styrkor under Kuwaitkriget 1991, utan även över hela den koalition som med FN-mandat i ryggen bestod av över 30 länder.

## Biografi
Schwarzkopf examinerades från United States Military Academy (West Point) 1956 och placerades i infanteriet där han tjänstgjorde i såväl USA som i Västtyskland. Därefter återgick han till studier och tog en mastersexamen i robotteknik vid University of Southern California 1964. Han återvände därefter till West Point som lärare. Schwarzkopf tjänstgjorde därefter under två perioder som rådgivare under Vietnamkriget och fick medaljen Purpurhjärtat (Purple Heart) efter att ha blivit sårad i strid.
1978 blev Schwarzkopf generalmajor och 1983 i samband med USA:s invasion av Grenada var han ställföreträdande befälhavare. 1988 utnämndes han till fyrstjärnig general och befälhavare för United States Central Command med ansvar för militär operationer i Centralasien och i Mellanöstern. 
1990 utsågs han att leda koalitionen bakom Operation Desert Storm och var den som var ansvarig för vänsterkroksstrategin, som innebar inträngandet i Irak bakom de irakiska styrkorna som ockuperade Kuwait och han fick betydande beröm för att ha lyckats få markkriget till ett slut inom fyra dagar. Han syntes personligen i stor omfattning i såväl ledningen av kriget som vid de ofta förekommande presskonferenserna.
Schwarzkopf lämnade aktiv tjänst i augusti 1991 och hans självbiografi It Doesn’t Take a Hero publicerades 1992 (svensk översättning: Man behöver inte vara hjälte - 1993).
Han avled i sviterna av lunginflammation, den 27 december 2012 i Tampa, Florida vid en ålder av 78 år. 

## Galleri

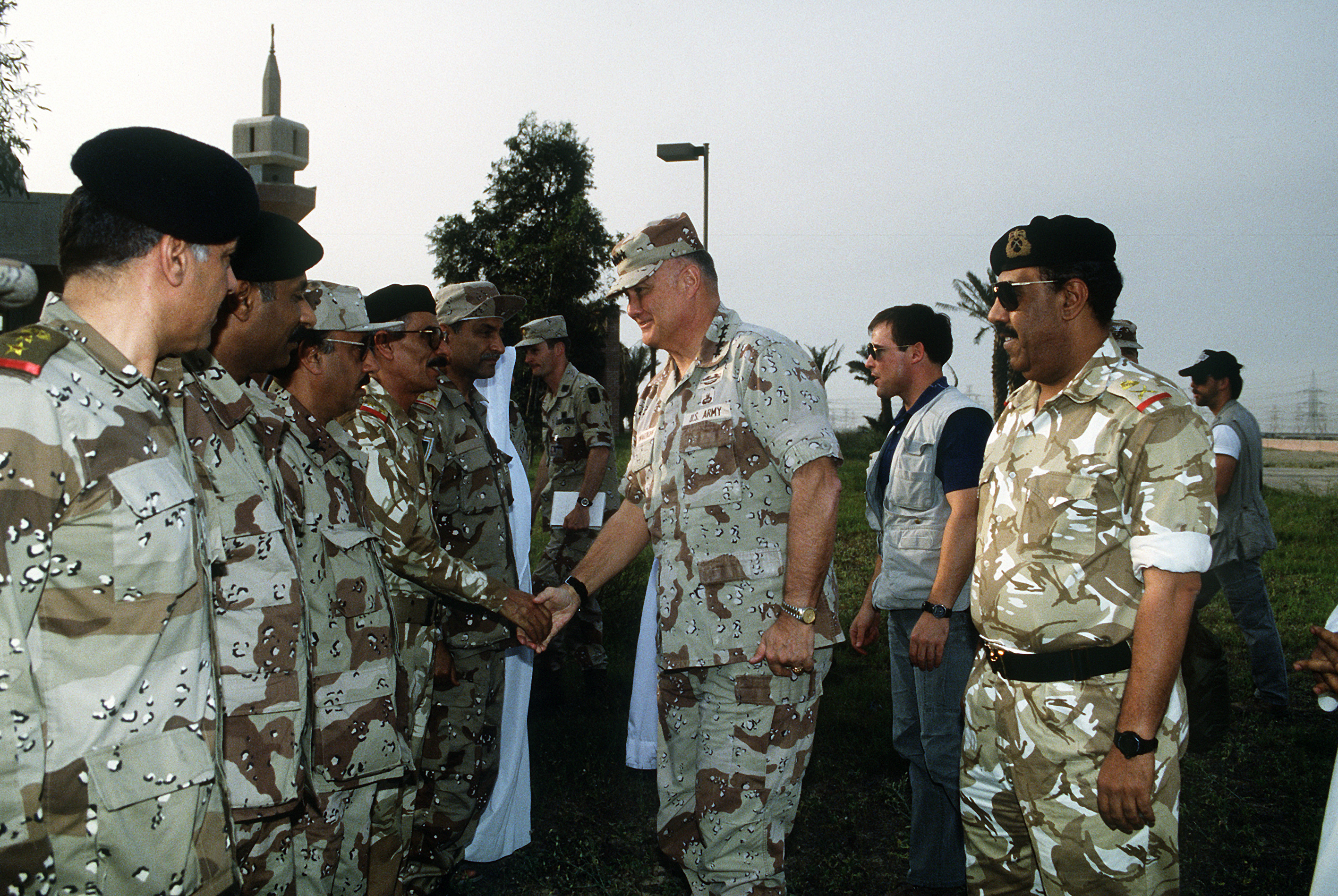
General Schwarzkopf hälsar på kuwaitiska trupper efter krigsslutet i april 1991.
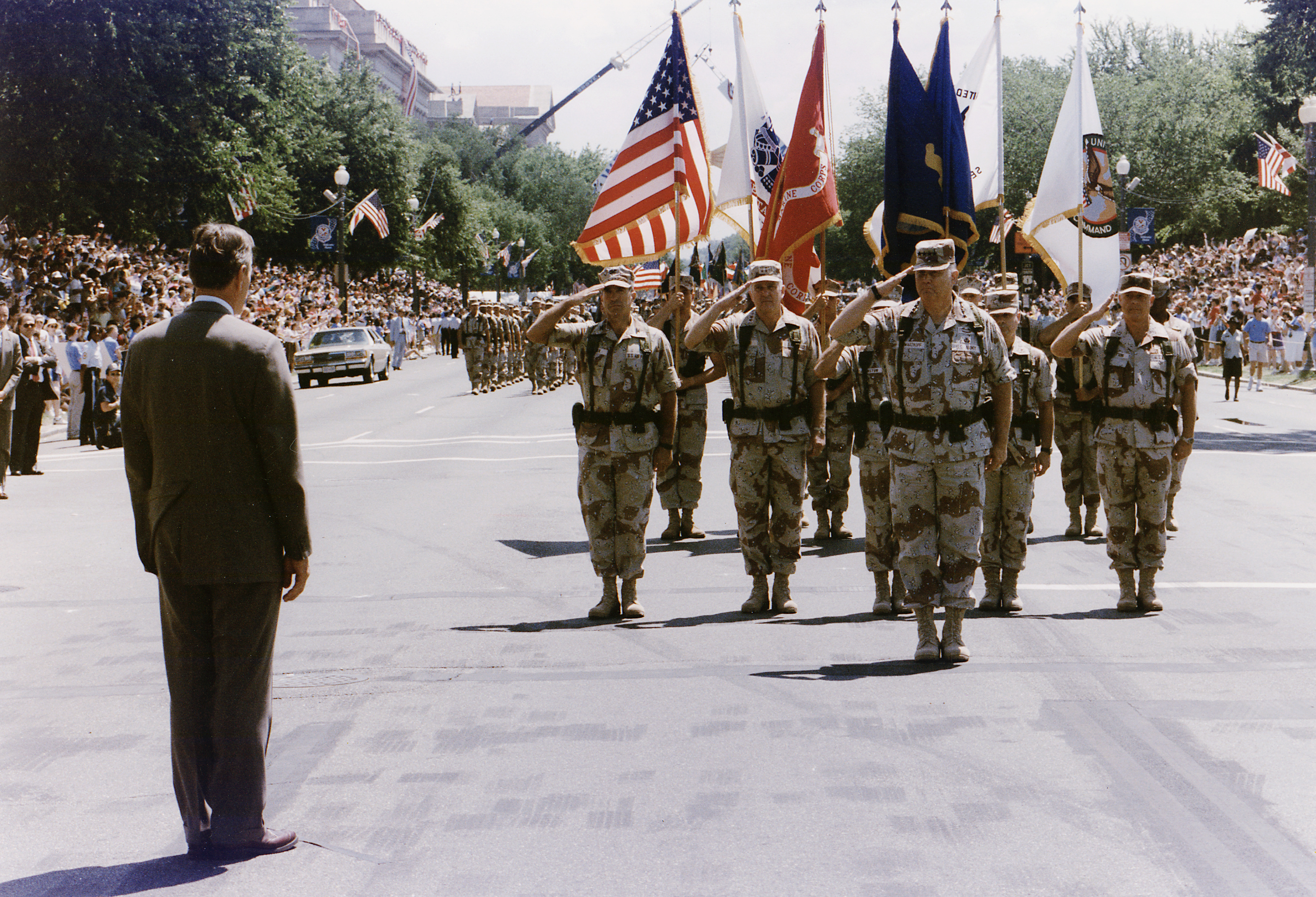
General Schwarzkopf med stab gör honnör för USA:s president George H.W. Bush vid den militärparad (National Victory Celebration) som hölls i Washington, D.C. den 8 juni 1991.
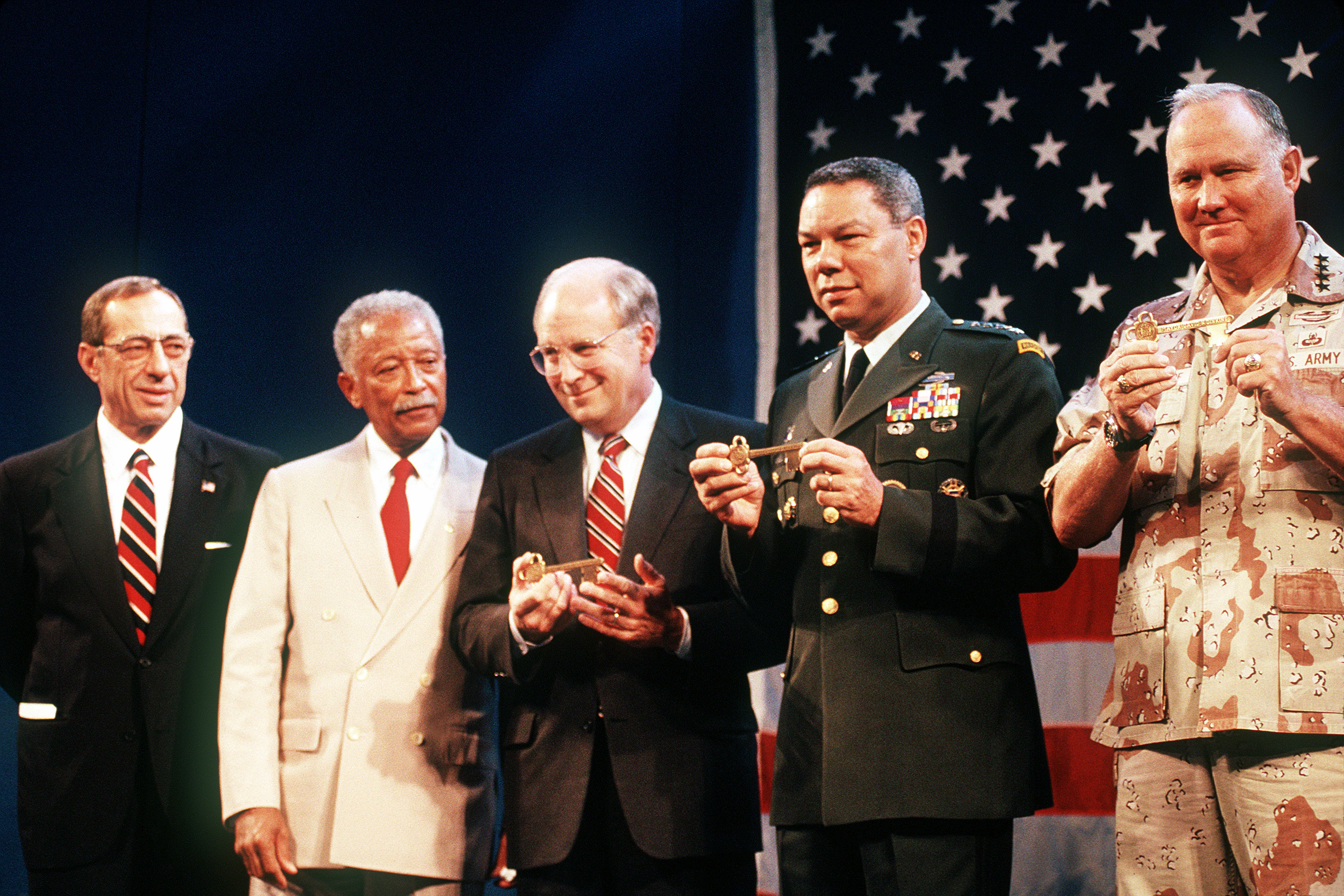
Försvarsminister Dick Cheney, försvarschefen Colin Powell och Schwarzkopf erhåller stadens nyckel från guvernör Mario Cuomo och borgmästare David Dinkins.
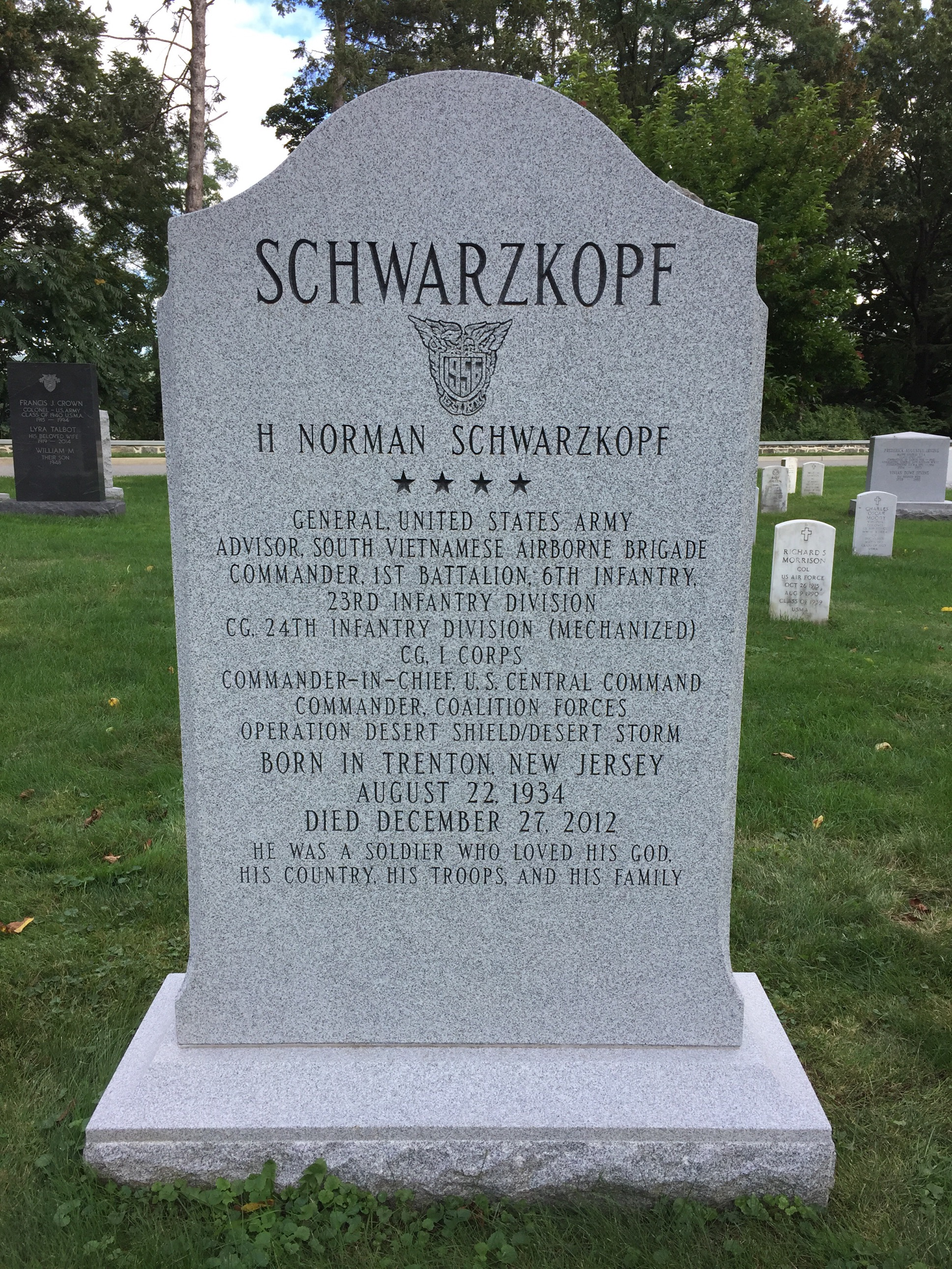
Norman Schwarzkopfs gravvård på West Points begravningsplats.

### Fotnoter
1. ↑  http://www.bbc.co.uk/news/world-us-canada-20855937